# Миссисипи в Гражданской войне
Американский штат Миссисипи  был вторым южным штатом, который объявил о выходе из состава Союза. Это произошло 9 января 1861 года. Через месяц Миссисипи присоединился к шести другим южным штатом и образовал Конфедеративные Штаты Америки. Штат имел большое стратегическое значение для Севера и Юга, ввиду своего расположения вдоль большой реки Миссисипи. В результате, на его территории произошло множество сражений различного масштаба.
Миссисипские полки участвовали на всех участках Гражданской войны, хотя большинство действовало на Западе. Первый президент Конфедерации, Джефферсон Дэвис, хоть и был рожден в Кентукки, но все же провел основную часть жизни в Миссисипи. Известными генералами-миссисипцами были Уильям Барксдейл, Кэрнот Посей, Эрл ван Дорн и Бенжамен Хемфриз.

## Сражения на территории Миссисипи
- Сражение при Биг-Блэк-Ривер-Бридж
- Сражение при Буневилле
- Сражение при Брайс-Кроссроудс
- Сражение при Чемпион-Хилл
- Сражение на протоке Чикасоу
- Сражение при Коффевилле
- Первое сражение при Коринфе
- Второе сражение при Коринфе
- Сражение при гранд-Гальф
- Сражение при Йуке
- Сражение при Джексоне
- Сражение при Меридиане
- Сражение при Околоне
- Сражение при Порт-Гибсон
- Сражение при Раймонде
- Сражение при Снидерс-Гэп
- Сражение при Тьюпело
- Осада Виксберга